# Torptjärnen (Järna socken, Dalarna, 671985-141172)
Torptjärnen är en sjö i Vansbro kommun i Dalarna och ingår i Dalälvens huvudavrinningsområde.